# Ich bin dein Mensch
Ich bin dein Mensch (internationaler Titel I’m Your Man) ist ein deutscher Spielfilm von Maria Schrader aus dem Jahr 2021. Die melancholische Komödie handelt von der Begegnung zwischen einer Frau (dargestellt von Maren Eggert) und einem humanoiden Roboter (Dan Stevens).
Der Film wurde im März 2021 im Wettbewerb der 71. Internationalen Filmfestspiele Berlin uraufgeführt und die Hauptdarstellerin Maren Eggert wurde mit dem Silbernen Bären für die beste darstellerische Leistung ausgezeichnet. Im selben Jahr folgten vier Deutsche Filmpreise, darunter in den Kategorien Spielfilm, Regie und Hauptdarstellerin.
Der Film lief am 1. Juli 2021 im Majestic Filmverleih in den deutschen Kinos an. Ich bin dein Mensch wurde als deutscher Kandidat für die Oscarverleihung 2022 ausgewählt. Am 22. Dezember 2021 wurde er im Rahmen des Filmmittwochs im Ersten ausgestrahlt.

## Handlung
Berlin in naher Zukunft: Die Wissenschaftlerin Alma arbeitet am Vorderasiatischen Museum auf dem Gebiet der Altorientalistik. Sie ist derzeit Single, ihr Leben besteht hauptsächlich aus intensiver Forschung an gewissen sumerischen Keilschriften und der regelmäßigen Versorgung ihres demenzkranken Vaters, die sie sich mit ihrer Schwester Cora teilt. Um an dringend benötigte Forschungsgelder zu gelangen, lässt Alma sich zur Teilnahme an einer außergewöhnlichen Studie überreden: Sie soll als Produkttesterin drei Wochen lang mit einem humanoiden Roboter des Unternehmens Terrareca zusammenleben, der darauf ausgelegt ist, den „perfekten Lebenspartner“ zu verkörpern.
Obgleich man ihr versichert, dass die Künstliche Intelligenz (KI) des Prototyps – sein Name ist Tom – bereits so exakt wie möglich an ihre ermittelten persönlichen Präferenzen angepasst worden sei, ist Alma anfangs mehr als einmal befremdet, weil dazu anscheinend auch ein britischer Akzent sowie recht klischeehafte Vorstellungen von romantischer Stimmung gehören. Tom beruhigt sie jedoch: Sein System werde sich anhand ihrer Reaktionen ständig neu kalibrieren und dadurch immer weniger Irritationen verursachen. Tatsächlich hat er bald nicht mehr nur platten Charme zu bieten, sondern auch Einfühlungsvermögen, Takt, Humor, auf Verlangen sogar Zorn. Nachdem Alma seine physische und kognitive Ausstattung kühl inspiziert und dabei klargestellt hat, dass erotische Kontakte ausgeschlossen sind, drängt sie ihre Skepsis allmählich zurück und versucht der bizarren „Beziehung“ einen Anstrich von Normalität zu geben.
Toms Herstellerfirma empfahl den beiden, eine gemeinsame Vergangenheit zu erfinden. Alma erinnert sich gern an ihre erste Jugendliebe während eines Urlaubs in Dänemark, an eine Tischtennisplatte, wo sie jenen Jungen immer traf. Tom meinte zwar, er habe Alma bei einem wissenschaftlichen Kongress kennengelernt, doch eine Jugend in Dänemark zu imaginieren bereitet ihm ebenso wenig Mühe. Es spielt auch eigentlich keine Rolle, da Alma gerade ganz andere Dinge bewegen:
Ihr langjähriges Forschungsprojekt wird von einem Tag zum anderen obsolet, weil ein ausländisches Institut ihr zuvor gekommen ist. Ihrem Vater geht es zunehmend schlechter. Ihr Ex-Gefährte Julian hat eine neue Liebe gefunden und wird wieder Vater, während Alma noch immer um das Kind trauert, das sie verlor. Wenigstens erweist sich Tom als zuverlässige Stütze und hilft ihr Situationen zu meistern, die sie allein kaum ertragen hätte. Als sie einmal, frustriert und betrunken, ihrem Prinzip untreu wird und Sex von ihm verlangt, verweigert er sich, was sie ihm anderntags ebenfalls dankt.
Doch es erscheint zunächst zweifelhaft, ob sich Tom wirklich auch nur ansatzweise in menschliche Befindlichkeiten einfühlen kann. Soweit es Alma betrifft, kann Tom das durchaus, denn ihre Situation ist an sich nicht schwer zu begreifen. Von seiner Unverblümtheit überfordert, flüchtet sie nach draußen, wo Tom sie sucht, bis sie einander im nächtlichen Pergamonmuseum wiederfinden. Nach der folgenden einzigen gemeinsamen Nacht entscheidet sich Alma am Morgen dafür, das Projekt mit Tom zu beenden, und bittet ihn zu gehen. Als sie kurz darauf ihre Meinung ändert, ist er verschwunden. Anschließend begegnet sie zufällig einem männlichen Teilnehmer der Studie, der sich geradezu überschwänglich glücklich über das Zusammenleben mit der auf ihn hin programmierten weiblichen KI äußert. Im Anschluss formuliert Alma ihr Gutachten, in welchem sie sich vehement gegen humanoide Partner ausspricht. Im Wesentlichen begründet sie ihre Ablehnung damit, dass durch die konstruierten idealen Partner jede Notwendigkeit und jeder Antrieb wegfallen würde, sich mit realen Partnerschaften auseinanderzusetzen.
Einige Tage später stellt sich heraus, dass Tom nicht zu seiner Herstellerfirma zurückgekehrt ist. Daraufhin fährt Alma nach Dänemark und findet Tom auf jener Tischtennisplatte. Dort erzählt sie Tom, wie sie sich damals oft mit geschlossenen Augen ausmalte, dass der Junge, in den sie verliebt war, ihr ganz nah wäre und sie gleich küssen werde. Wenn sie dann die Augen geöffnet habe, sei sie aber immer allein gewesen. Darauf schließt sie die Augen und es erfolgt der Abspann des Films.

### Dreharbeiten

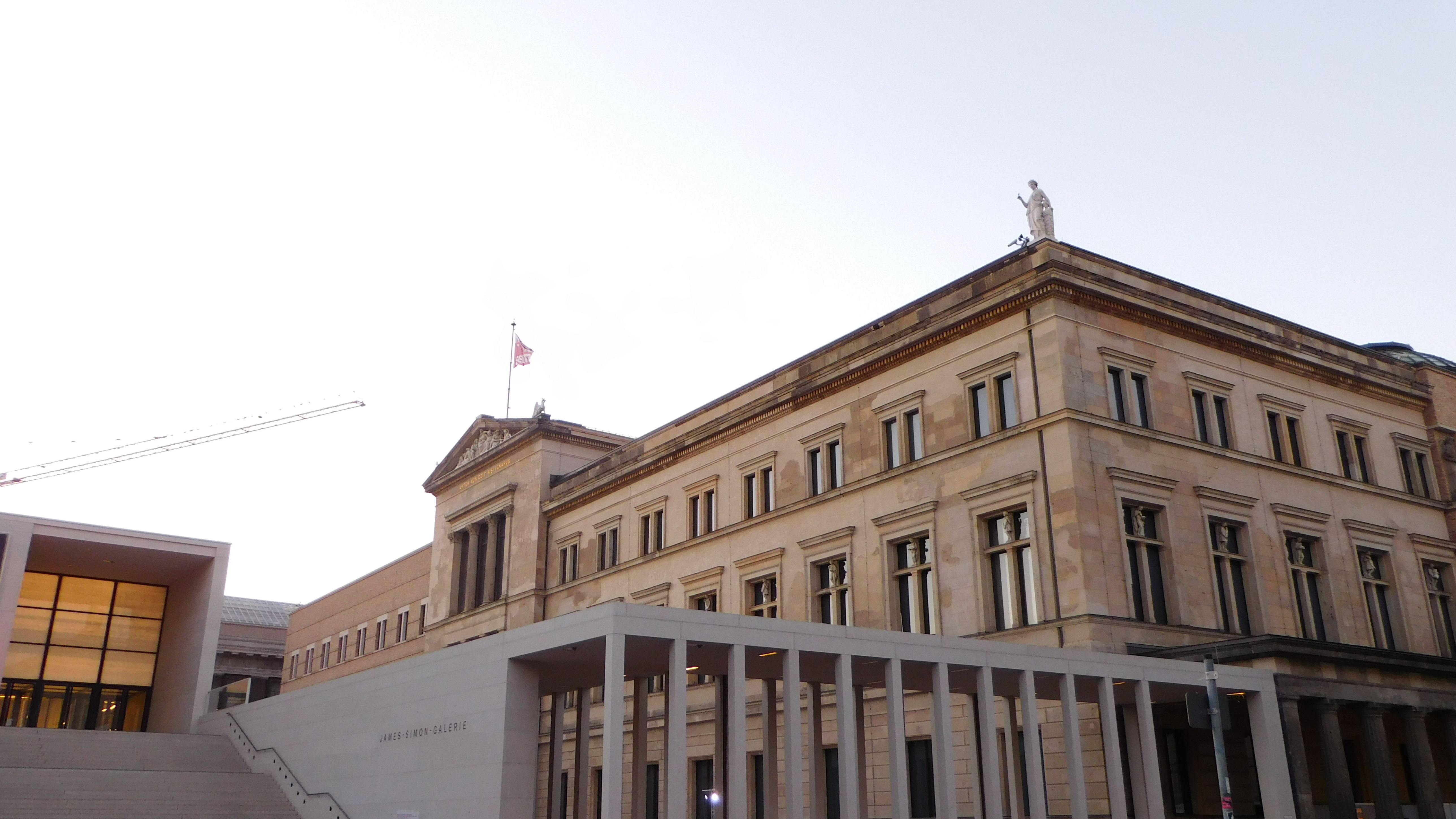
Der Film wurde unter anderem auf der Museumsinsel gedreht und hier im Rahmen des Berlinale Summer Special auch vorgestellt. Ebenfalls erhielt Maren Eggert hier ihre Auszeichnung

## Produktion